# 野栄町
野栄町（のさかまち）は、かつて千葉県にあった町。匝瑳郡に属した。
2006年1月23日、隣接する八日市場市と合併し匝瑳市となった。

## 地理

### 隣接している自治体
- 八日市場市
- 匝瑳郡光町

## 歴史

### 沿革
- 1889年（明治22年）4月1日 - 町村制施行に伴い、野田村と栄村がそれぞれ発足。
- 1954年（昭和29年）7月17日 - 栄村、野田村が合併して野栄町が発足。
- 2006年（平成18年）2月23日 - 八日市場市と合併して匝瑳市となり消滅。

### 行政区域変遷
- 変遷の年表

| 野栄町町域の変遷（年表） | 野栄町町域の変遷（年表） | 野栄町町域の変遷（年表）                                                                                     |
| 年                       | 月日                     | 旧野栄町町域に関連する行政区域変遷                                                                           |
| ------------------------ | ------------------------ | --- |
| 1889年（明治22年）       | 4月1日                   | 町村制施行に伴い、以下の村がそれぞれ発足。 - 野田村 ← 野手村・今泉村・新堀村 - 栄村 ← 栢田村・川辺村・堀川村 |
| 1954年（昭和29年）       | 7月17日                  | 栄村、野田村が合併して野栄町が発足。                                                                         |
| 2006年（平成18年）       | 2月23日                  | 野栄町は八日市場市と合併して匝瑳市が発足。野栄町は消滅。                                                     |

- 変遷表

| 野栄町町域の変遷表 | 野栄町町域の変遷表 | 野栄町町域の変遷表  | 野栄町町域の変遷表 | 野栄町町域の変遷表  | 野栄町町域の変遷表     | 野栄町町域の変遷表     | 野栄町町域の変遷表 |
| 1868年 以前        | 1868年 以前        | 明治元年 - 明治22年 | 明治22年 4月1日    | 明治22年 - 昭和19年 | 昭和20年 - 昭和64年    | 平成元年 - 現在        | 現在               |
| ------------------ | ------------------ | ------------------- | ------------------ | ------------------- | ---------------------- | ---------------------- | ------------------ |
|                    | 野手村             | 野手村              | 野田村             | 野田村              | 昭和29年7月17日 野栄町 | 平成18年1月23日 匝瑳市 | 匝瑳市             |
|                    | 今泉村             |                     | 野田村             | 野田村              | 昭和29年7月17日 野栄町 | 平成18年1月23日 匝瑳市 | 匝瑳市             |
|                    | 新堀村             |                     | 野田村             | 野田村              | 昭和29年7月17日 野栄町 | 平成18年1月23日 匝瑳市 | 匝瑳市             |
|                    | 東栢田村           | 明治9年 栢田村      | 栄村               | 栄村                | 昭和29年7月17日 野栄町 | 平成18年1月23日 匝瑳市 | 匝瑳市             |
|                    | 西栢田村           | 明治9年 栢田村      | 栄村               | 栄村                | 昭和29年7月17日 野栄町 | 平成18年1月23日 匝瑳市 | 匝瑳市             |
|                    | 川辺村             |                     | 栄村               | 栄村                | 昭和29年7月17日 野栄町 | 平成18年1月23日 匝瑳市 | 匝瑳市             |
|                    | 堀川村             |                     | 栄村               | 栄村                | 昭和29年7月17日 野栄町 | 平成18年1月23日 匝瑳市 | 匝瑳市             |

## 地域

### 教育
- 中学校
  - 野栄町立野栄中学校
- 小学校
  - 野栄町立野田小学校
  - 野栄町立栄小学校

## 交通

### 鉄道
- 駅は無く、JR東日本、八日市場駅からバスが運行されている。

### 道路
- 主要地方道
  - 千葉県道30号飯岡一宮線（九十九里ビーチライン）
  - 千葉県道48号八日市場野栄線
  - 千葉県道49号八日市場栄線
- 都道府県道
  - 千葉県道122号飯岡片貝線

## 観光
- 堀川浜海水浴場